# BMC (Türkei)

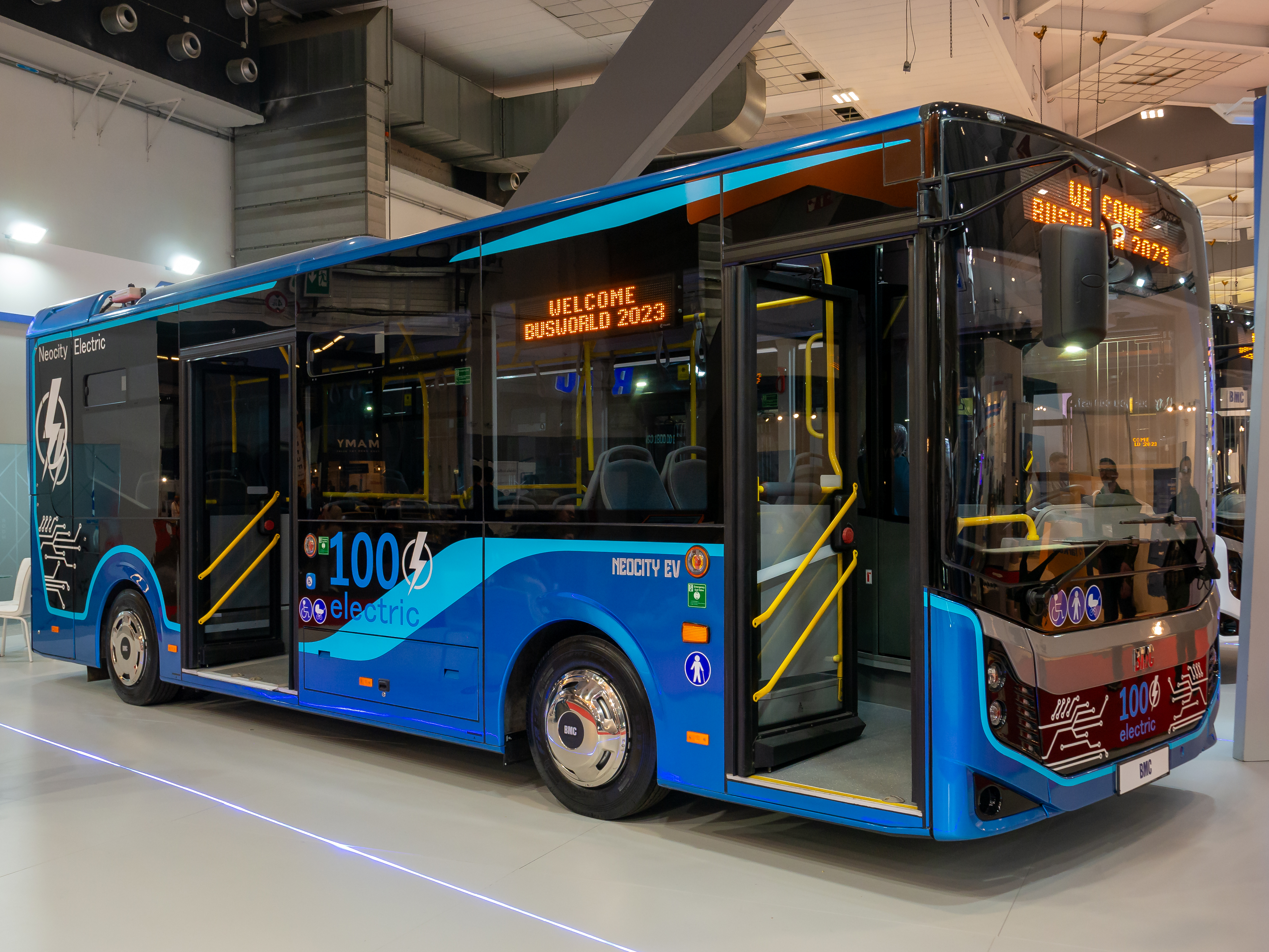
BMC Neocity EV

BMC Sanayi ve Ticaret A.Ş., kurz BMC, ist der größte türkische Hersteller von Nutz- und Militärfahrzeugen. Seine Produktpalette umfasst Lastkraftwagen, Stadtbusse, gepanzerte Fahrzeuge und Militärfahrzeuge, darunter Panzer und Truppentransporter.
Die Produktionsanlagen befinden sich in Izmir auf einer Fläche von 200.000 m². Die Anzahl der Mitarbeiter beträgt 3.500. Das Unternehmen produziert jährlich 12.500 Fahrzeuge und 22.000 Motoren.

## Geschichte
1964 gründete BMC (Großbritannien) ihre Niederlassung in der Türkei und begann mit der Produktion von Austin- und Morris-Fahrzeugen. 1966 lief auch die Herstellung von Lastkraftwagen an. Ab 1989 war BMC vollständig in türkischem Besitz. Seit 2014 gehört BMC mehrheitlich dem bisher vorwiegend in der Medienbranche aktiven Unternehmer Ethem Sancak (Esmedya). Die katarischen Streitkräfte erwarben 2014 einen Anteil von 50 Prozent an BMC.
Im Jahr 2017 plante BMC ein Gemeinschaftsunternehmen mit Rheinmetall und der Holding Etika Strategi zur Produktion von Panzern in der Türkei. Das Unternehmen wurde gegründet, um sich unter anderem an der Ausschreibung zur Produktion des Kampfpanzers Altay zu beteiligen.
BMC ist Teil des Konsortiums Togg (Türkiye’nin Otomobili Girişim Grubu), das laut Ankündigung des türkischen Präsidenten bis 2021 ein türkisches Automobil herstellen soll.

## Geschäftsfelder
Neben Lkw werden auch Großraumbusse, Midi- und Minibusse sowie Transporter hergestellt.
Ein weiterer Produktionszweig ist die Rüstungsindustrie. Hier beliefert BMC Militärs (vorwiegend die NATO) mit Transporten, Sattelschleppern, Tanklastzügen und sonstigen taktischen Logistikeinheiten jeglicher Art.
Auffallend an der Modellvielfalt von BMC ist, dass der Hersteller alle Ausführungen selbst herstellt und nicht in Auftrag gibt, wie es beispielsweise bei anderen großen europäischen Herstellern der Fall ist. So werden aus den o. g. Modellen beispielsweise Löschfahrzeuge für die Feuerwehr ebenso gefertigt wie Militärtransporter mit MG-Luke im Führerhaus oder Schulbusse, Tanklastzüge, Betonmischer, behindertenfreundliche Linienbusse, Müllfahrzeuge, Kipplaster etc.

### Produkte
- BMC 415
- BMC Midilux
- BMC Pro
- BMC Procity
- BMC Probus
- BMC Neocity
- BMC Neoport
- BMC Tuğra